# VII. Zivilsenat des Bundesgerichtshofes
Der VII. Zivilsenat ist ein Spruchkörper des Bundesgerichtshofs. Es handelt sich um einen von derzeit insgesamt dreizehn Senaten, die sich mit Zivilsachen befassen.
Er ist hauptsächlich für Werkvertragsrecht, Architektenrecht und Zwangsvollstreckungsrecht zuständig.

## Errichtung
Der VII. Zivilsenat wurde zum 1. Oktober 1956 errichtet.

## Besetzung
Der Senat ist gegenwärtig (Stand: Juni 2024) wie folgt besetzt:
- Vorsitzender: Rüdiger Pamp
- Stellvertretender Vorsitzender: Claus Halfmeier
- Beisitzer: Andreas Jurgeleit, Christiane Graßnack, Dagmar Sacher, Birgit Borris, Ute Brenneisen, Isolde Hannamann

## Vorsitzende
| Nr. | Name (Lebensdaten)             | Beginn der Amtszeit | Ende der Amtszeit |
| --- | ------------------------------ | ------------------- | ----------------- |
| 1   | Roderich Glanzmann (1904–1988) | Oktober 1956        | 30. April 1972    |
| 2   | Wolfgang Vogt (1914–1981)      | 12. Mai 1972        | 18. Juni 1981     |
| 3   | Wolfgang Girisch (* 1927)      | 1. September 1981   | 31. Dezember 1989 |
| 4   | Arno Lang (* 1933)             | 1. Januar 1990      | 31. Mai 1998      |
| 5   | Eike Ullmann (* 1941)          | 27. August 1998     | 2002              |
| 6   | Wolf-Dieter Dressler (* 1943)  | 14. August 2002     | 31. Oktober 2008  |
| 7   | Rolf Kniffka (* 1949)          | 6. November 2008    | 31. Oktober 2014  |
| 8   | Wolfgang Eick (* 1952)         | 10. März 2015       | 28. Februar 2018  |
| 9   | Rüdiger Pamp (* 1961)          | 5. November 2018    |                   |

## Zuständigkeit
Nach dem Geschäftsverteilungsplan des BGH (Stand 2015) ist der VII. Zivilsenat zuständig für die Rechtsstreitigkeiten über:
1. Werkverträge, soweit nicht der VI. Zivilsenat (Nr. 1 und 2) zuständig ist;
2. Dienstverhältnisse der Architekten und anderer bei Bauten beschäftigter Personen;
3. Schadensersatzansprüche aus unerlaubter Handlung aufgrund des Gesetzes über die Sicherung der Bauforderungen vom 1. Juni 1909 (RGBl. S. 449) und aufgrund des Bauforderungssicherungsgesetzes in der Fassung des Forderungssicherungsgesetzes vom 23. Oktober 2008 (BGBl. I S. 2022);
4. die Rechtsbeschwerden und sonstigen Rechtsbehelfe gegen Beschwerdeentscheidungen und andere Beschlüsse – mit Ausnahme von Beschlüssen in Klageverfahren –
  1. über Zwangsvollstreckung in anderes als unbewegliches Vermögen, soweit nicht der XII. Zivilsenat (Nr. 4) zuständig ist,
  2. die die allgemeinen Zwangsvollstreckungsvoraussetzungen betreffen, soweit nicht ein anderer Zivilsenat zuständig ist;
5. die Vertragsverhältnisse der Handelsvertreter (§§ 84 ff HGB) und über Franchiseverträge;
6. die Rechtsstreitigkeiten über Schadensersatzansprüche wegen fehlerhafter Gutachten.